# Norrpåfjärden
Norrpåfjärden är en fjärd i Finland. Den ligger i kommunen Korsnäs i landskapet Österbotten, i den västra delen av landet, 400 km nordväst om huvudstaden Helsingfors.
Norrpåfjärden ligger mellan Bredskäret och fastlandet. I norr avskiljs den från Storfjärden av Flatgrynnan och i söder från Finnhamnsfjärden av Fjärdsbådan.